# Roven'ki
Roven'ki è una centro abitato della Russia europea sudoccidentale, situata nella oblast' di Belgorod; appartiene amministrativamente al rajon Roven'skoj, del quale è il capoluogo.
Si trova nella parte sudorientale della oblast' presso il confine con l'Ucraina, sulle sponde del piccolo fiume Ajdar (affluente del Severskij Donec), circa 280 chilometri a sudest del capoluogo regionale Belgorod.